# Deladenus durus
Deladenus durus är en rundmaskart som först beskrevs av Nathan Augustus Cobb 1922, och fick sitt nu gällande namn av Robert Folger Thorne 1941. Deladenus durus ingår i släktet Deladenus och familjen Neotylenchidae. Inga underarter finns listade i Catalogue of Life.